# 津田正昭
津田 正昭（つだ まさあきら、享保4年（1719年） - 明和7年10月8日（1770年11月24日））は、加賀藩の家老、人持組津田玄蕃家第7代当主。
父は津田敬脩。兄は津田将順。子は津田政本。通称求馬、内記。

## 生涯
加賀藩家老・津田敬脩の次男として生まれる。分家の津田正賢の養子となり。元文2年（1737年）に家督と知行1000石を相続する。大小将、大小将番頭、御歩頭、御小将頭を務める。宝暦8年（1758年）、兄将順の死去により本家の家督と1万石を相続し、自分知の1000石を返上する。宝暦9年（1759年）、家老となる。
明和7年（1770年）死去。享年52。